# Trissodon nasutus
Trissodon nasutus är en skalbaggsart som beskrevs av Blackburn 1896. Trissodon nasutus ingår i släktet Trissodon och familjen Dynastidae. Inga underarter finns listade i Catalogue of Life.